# Jolochero (Boca de Culebra)
Jolochero (Boca de Culebra) es una localidad del municipio de Centro ubicado en la subregión centro del estado mexicano de Tabasco.

## Geografía
La localidad de Jolochero (Boca de Culebra) se sitúa en las coordenadas geográficas 18°08′34″N 92°47′00″O / 18.142778, -92.783333, a una elevación de 1 metro sobre el nivel del mar.

## Demografía
Según el Conteo de Población y Vivienda 2020, efectuado por el Instituto Nacional de Estadística y Geografía, la localidad de Jolochero (Boca de Culebra) tiene 328 habitantes, de los cuales 182 son del sexo masculino y 146 del sexo femenino. Su tasa de fecundidad es de 2.29 hijos por mujer y tiene 72 viviendas particulares habitadas.
| Gráfica de evolución demográfica de Jolochero (Boca de Culebra) entre 2000 y 2020 |
|                                                                                   |
| INEGI.                                                                            |